# メトロイドヴァニア

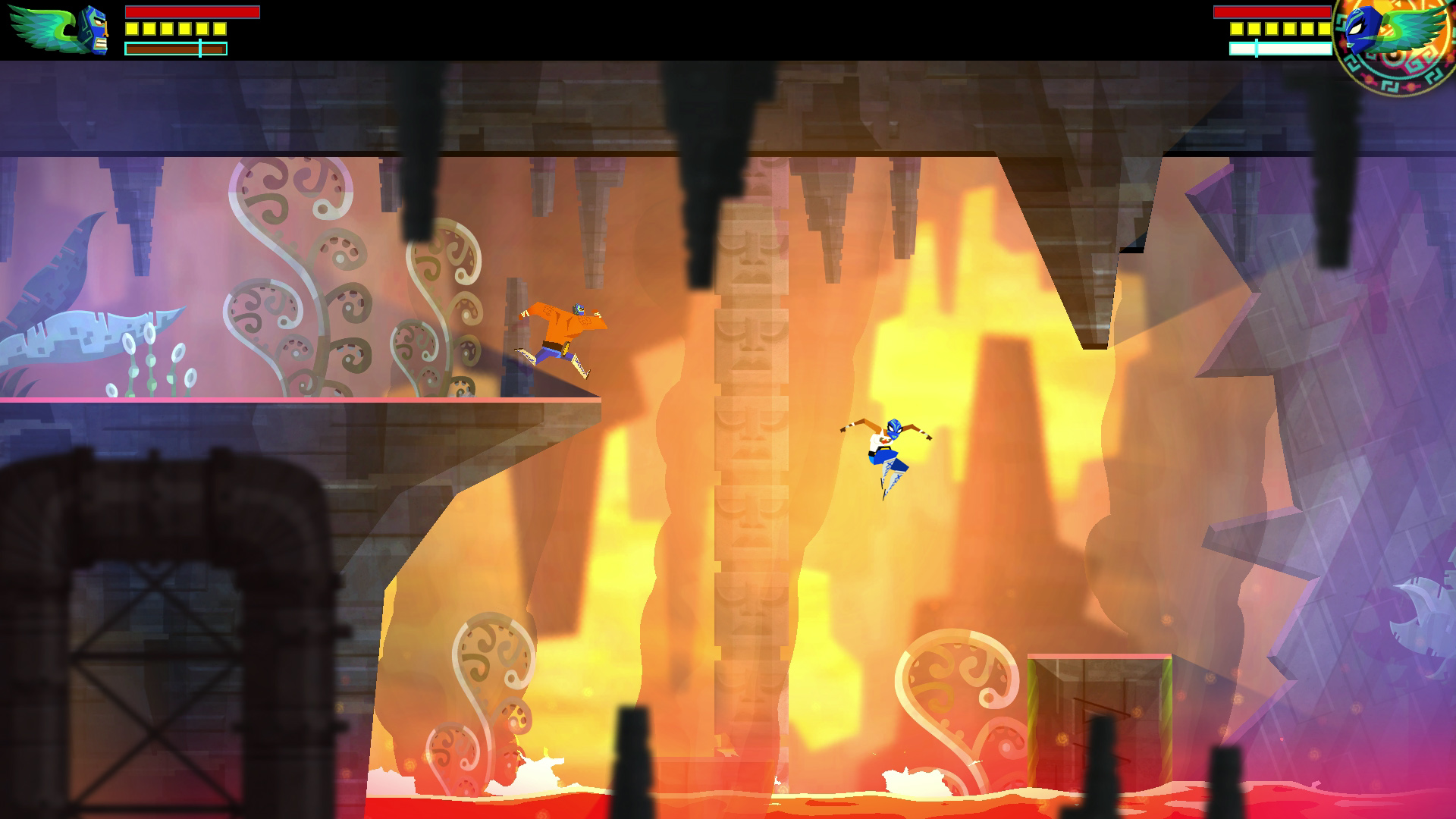
2013年のメトロイドヴァニアゲーム『覆面闘士』

メトロイドヴァニア（英: Metroidvania）は、サイドビュー（横視点）の2Dアクションアドベンチャーゲームのサブジャンルの一種の俗称で、探索型アクションなどとも呼ばれているジャンルである。「メトロヴァニア」と呼称する者もいる。
さらに流れを汲むジャンルとして、ソウルライク要素を足したソウルヴァニアや、ローグライク要素を足したローグヴァニアもある。

## 概要
『メトロイド』と『キャッスルヴァニア（悪魔城ドラキュラの欧米版タイトル名）』という2つのコンピュータゲームシリーズの名前を組み合わせた鞄語である。公式な用語ではなくいつの頃からか欧米でユーザーに呼ばれるようになった俗語であり、このジャンルのゲームには両シリーズの要素が取り入れられているものの、メトロイドの任天堂も悪魔城ドラキュラのコナミもこのメトロイドヴァニアという言葉は使用していない。メトロイドや悪魔城ドラキュラ作品のゲームの公式サイトのジャンル表記やパッケージ箱のジャンル表記など、公式には「探索型アクション」や「マップ探索型アクションRPG」などと呼称されている。
元々は『悪魔城ドラキュラ』シリーズの中で純粋なアクションゲームの方と区別するため『メトロイド』型マップ探索システムを取り入れたゲームの方を指していた。やがて本家の『メトロイド』も含め2D（横視点）のマップ探索型アクションゲーム全般が主にインターネット上でそう俗称されるようになった。なお比率的にはメトロイドヴァニア作品は、悪魔城ドラキュラ寄りのものよりもメトロイド寄りのものの方が非常に多い。
また、一口にメトロイドヴァニアと言っても、明確な定義は難しい。メトロイドヴァニアのゲームは、通常2次元の横スクロール型プラットフォームゲームで、プレイヤーが探索できる広大で互いに繋がっているワールドマップが特徴で、ゲーム内で特別な持ち物、道具、武器、能力を手に入れないと通過できないドアなどの障害物があることが多い。このような改善を獲得することで、プレイヤーはより困難な敵を打ち負かしたり、多くの場合、地図上で自分の足跡を辿ることで、近道や秘密の場所を見つけたりすることができるようになる。このように、メトロイドヴァニアのゲームでは、ストーリー設定とレベル（日本語ではステージや面のこと）デザインの統合、探索や実験を促すレベルとキャラクターの操作性の慎重な設計、ロールプレイングゲームの要素によるプレイヤーキャラクターへの数値の強化などが盛り込まれている。なおメトロイドヴァニア作品におけるストーリーは、あくまで探索のための理由付け程度で、あまり重要ではないことが多い。
1986年に発売された初代『メトロイド』は、何度も反復して洗練するという、非線形プラットフォーマーの原則を確立し、1994年の『スーパーメトロイド』で、メトロイドヴァニアの核となるゲームスタイルが完成したとみなされている。これらを作り出した開発者は坂本賀勇である。1997年に発売された『悪魔城ドラキュラX 月下の夜想曲』は、『ゼルダの伝説』シリーズのロールプレイングゲーム要素の影響を受け、『悪魔城ドラキュラ』シリーズの非線形移動を融合した、メトロイドヴァニアの主要な原理を確立させた代表ゲームとされている。それ以降の『悪魔城ドラキュラ』作品は、半分近くは『月下の夜想曲』のアプローチを踏襲し（残りの半分は従来通りのアクションや3Dアクションなどの作品）、このジャンルを洗練していった。『月下の夜想曲』のプロデューサーでありディレクターでもある萩原徹は、『月下の夜想曲』まででその後の悪魔城ドラキュラ作品には携わっていないが、アシスタントディレクターを務めた五十嵐孝司や、『サークルオブザムーン』でプロデューサーを務めた堀江浩司が、『月下の夜想曲』後の悪魔城ドラキュラ作品で、メトロイドヴァニアである月下の夜想曲タイプのゲームを続けていった。五十嵐は複数の作品で月下の夜想曲タイプのゲームを踏襲し、メトロイドヴァニアの浸透に貢献した。2004年の『洞窟物語』は、天谷大輔が個人制作したメトロイドヴァニア系のフリーゲームで、後の多くのインディーゲームに影響を与え、歴史的な立ち位置にいる。
メトロイドヴァニアはマイナーなジャンルである時期が続き、作品数も少なかった。しかし、2000年代以降からは、高い評価を受ける独立系小規模開発のインディーゲームでメトロイドヴァニア系作品が多数出たことで、インディーゲーム界でメトロイドヴァニアというジャンルが知れ渡るようになった。一方、ゲーム界のメジャーな第一線にはなかなか出てこないという状態でもある。

## 歴史
この種の最初のゲームではないが（たとえば、1985年に発売された『ブレインブレイカー』を参照）、『メトロイド』（1986年、ファミリーコンピュータ）は、メトロイドヴァニアというジャンルに最も影響を与えたゲームであると一般に見なされている。任天堂がこのタイトルで目指したのは、当時の他のゲームとは一線を画す非線形（一方通行でなく双方向移動）アドベンチャーゲームを作ることであり、他のアドベンチャーゲームが一時的な効果しかないパワーアップを提供していたのとは対照的に、永続的なパワーアップを提供しながら、プレイヤーに自分の歩んできた道を辿ることを要求した。坂本賀勇が生み出し育てたこのシリーズは人気を博し、後の作品では『スーパーメトロイド』（1994年、スーパーファミコン）のように、ストーリーの要素を追加しながら、探索の手法をさらに洗練していった。『スーパーメトロイド』は、以前の『メトロイド』シリーズ作品をいくつかの側面から更に進化させた作品で、多彩なロケーションとプレイヤーが見つけられる多くの秘密が用意されていた。また、その秘密を利用して、設計者が想定したゲームを進める流れを崩すことができるため、スピードランナーに人気の作品となった。しかし、後に振り返ってみると、『スーパーメトロイド』は依然として完成度の高い非線形プラットフォーマーの一例とされている。

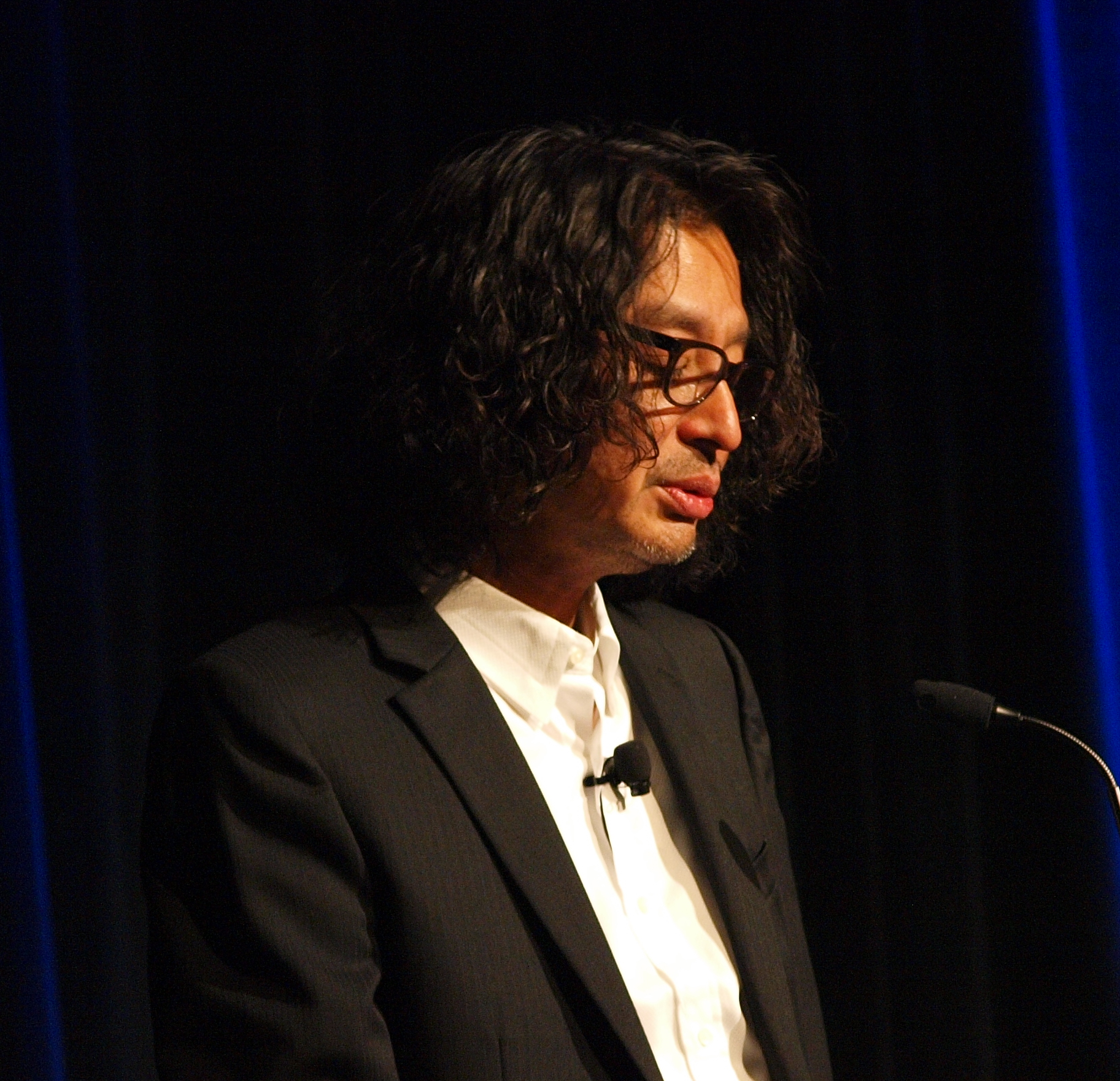
メトロイドシリーズを生み出した坂本賀勇。中でも『スーパーメトロイド』はメトロイドヴァニアの代表作のひとつ。

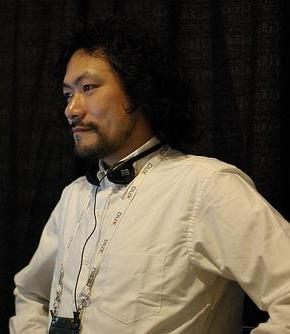
『悪魔城ドラキュラX 月下の夜想曲』のアシスタントディレクターだった五十嵐孝司。『月下の夜想曲』はメトロイドヴァニアの代表作のひとつ。

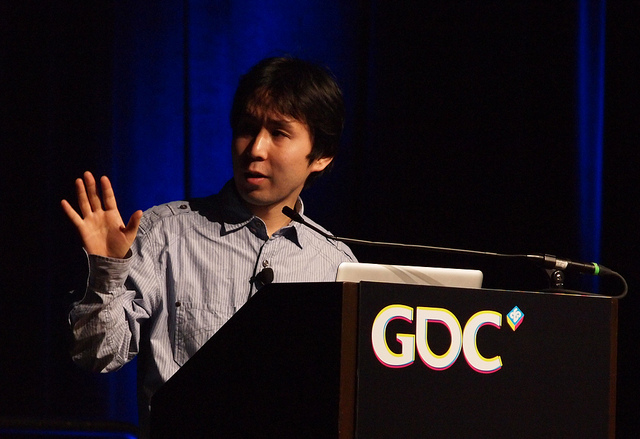
『洞窟物語』をほぼ一人で作った天谷大輔。『洞窟物語』はインディーゲーム界にメトロイドヴァニアを広めた歴史的作品。

この時期、ゴシックホラーをテーマにしたプラットフォーマー『悪魔城ドラキュラ』シリーズが人気を博していた。初代『悪魔城ドラキュラ』（1986年、ファミコン）は、バラバラのレベルを順番にクリアしていくものだった。その後、『悪魔城ドラキュラ』（1986年、MSX2）、『ドラキュラII 呪いの封印』（1987年、ファミコン）と、探索要素やRPG要素を取り入れた、冒険中の非直線形のゲーム性を志向する作品が続いたが、後にシリーズは初代『悪魔城ドラキュラ』のような直線的な様式に戻った。しかし『悪魔城ドラキュラX 月下の夜想曲』（1997年、PlayStation）では再び『ドラキュラII』以来のアクションRPG的な様式になった。『月下の夜想曲』を企画し開発チームを率いてプロデューサー & ディレクターを務めた萩原徹は当時、PlayStationになったことで今までの機種より制限が減り、やりたいことが作れるようになったと述べている
。アシスタントディレクターを務めた五十嵐孝司がGDC 2014のパネルディスカッションで述べた内容によると、開発当時コナミには複数の制作スタジオが各地にあり、『月下の夜想曲』開発チームとは別の開発チームが本筋の『悪魔城ドラキュラ』シリーズを保有しているフランチャイズオーナーだと考えていたため、こちらは本筋ではないのだから「何をやっても構わない」「新しいことを勝手にやろう」という雰囲気が開発チームにはあったという。また、転落死でのストレスを無くしたかったことや、ゲームの寿命を長くしたかったことも述べている
。そして、よりプレイ時間が長くなるようなゲームを作ろうとした開発チーム全員のお気に入りであった『ゼルダの伝説』を参考に、探索する広大なマップや、そのマップを行き来できる探索型のゲームデザインが『月下の夜想曲』に応用された。また、『月下の夜想曲』は『スーパーメトロイド』にも触発されており、そのテンプレートを取り入れて悪魔城ドラキュラのゲームプレイに融合し、RPGのようなレベリングシステムを追加、重要な物品を入手しないと特定の区域に入れないなど、要素としては『スーパーメトロイド』などの非直線プラットフォーマーに既にあった概念も導入された。しかし、『月下の夜想曲』は、コンピュータRPGの要素を取り入れ、プレイヤーが経験値によってキャラクターの属性を向上させるという点で、それまでの非直線プラットフォーマーとは一線を画していた。この変更はプレイヤーに好評で、その後のシリーズ作品の半分近くがこの方式を採用した。
『スーパーメトロイド』と『悪魔城ドラキュラX 月下の夜想曲』の発売後、2作の方式は現在メトロイドヴァニアと呼ばれるものの基礎となった。メトロイドヴァニアのゲームスタイルは、3Dゲーム全盛のゲーム業界にあって昔ながらの2Dゲームもまだ居場所があることを示し、このようなゲームを求めるプレイヤーもいることを証明した。両シリーズともこの形式でタイトルを開発し続けている中、メトロイドヴァニアの概念は、他のメーカーが同じ形式のゲームを開発し始めた時に、より大きな影響を及ぼすようになった。天谷大輔がメトロイドなどの古典的なゲームへのオマージュとして開発した『洞窟物語』（2004年、Microsoft Windows）は、一人の人間ができることの幅広さを示し、『メトロイド』や『悪魔城ドラキュラ』の別の解釈を強調し、2Dプラットフォーマーというジャンルを実行可能なインディーゲームのフォーマットとして確立したとして評価された。
2000年代初頭には謎解きアドベンチャー的側面が強い『LA-MULANA（ラ・ムラーナ）』も個人制作のインディーゲームとして出て、後年メジャーになっている。Chair Entertainmentの『Shadow Complex』（2009年、Xbox 360）は、『スーパーメトロイド』が「2Dゲームデザインの頂点」であるとの前提で開発された作品である。このゲームは高い評価を得ており、Xbox 360サービスで最も売れたダウンロードタイトルの一つとなっている。このようなゲームのおかげで、メトロイドヴァニアというジャンルは、ゲーム会社主導のゲーム開発と独立系インディーゲーム開発の両方、特にインディー界隈で流行し始めた。Drinkbox Studiosの『覆面闘士』(2013年)、Moon Studiosの『オリとくらやみの森』(2015年)、Team Cherryの『Hollow Knight』(2017年)などは、現代のインディーのメトロイドヴァニアとして高評を得ている例である。『Axiom Verge』（2017年）は、Thomas Happがほぼ1人で作っており、IGN USが「最高のメトロイドヴァニアのひとつである」と評している。コナミを退社した五十嵐もこのジャンルのインディーズでの再興に気づかなかったわけではない。2015年5月には、悪魔城ドラキュラに影響を受けた『ブラッドステインド:リチュアル・オブ・ザ・ナイト』（2019年）のKickstarterキャンペーンムービーを公開し、『月下の夜想曲』の白ヒゲドラキュラ伯爵を真似しながら、大手のメジャーゲーム会社がこのジャンルの市場規模を低く見て否定していることに納得がいかないと述べている。
「メトロイドヴァニア」という言葉は、現在、このジャンルのゲーム、またはこのジャンルの要素を持つゲームを表すのに一般的に俗用されているが、その言葉自体の発祥は明らかではないとされる（「ヴァニア」が使われていることからも日本ではなく欧米で発祥した言葉ではある）。五十嵐は、この言葉の発明には感謝しているものの、自分がこの言葉を作ったわけではないと述べている。五十嵐によると、『月下の夜想曲』は見下ろし型の『ゼルダの伝説』方式に近い探索を目指していたといい、横スクロール（サイドビュー）という性質からメトロイドと比較されて、このようなかばん語が生まれたのだろうと推察している。また、「キャッスルロイド (Castleroid)」という似たようなかばん語も、このジャンルを表すのに使われることがある。既知のすべてのメトロイドヴァニアゲームのカタログ化を試みたMetroidvania.comという個人サイトを運営しているビデオゲーム・ジャーナリストのジェレミー・パリッシュ (Jeremy Parish)は、この言葉を広めたのは自分だが、もともとは1Up.comでの元同僚であるスコット・シャーキー (Scott Sharkey)が、「メトロイドシリーズの要素を取り入れた悪魔城ドラキュラシリーズ中のメトロイドのようなゲーム」を表現するために使ったことで、この言葉を覚えたのだと認めている。

## ゲームプレイの概念
「メトロイドヴァニア」という言葉は、一般的には個別の部屋や区域がある、大規模で相互に接続された単一のマップを特徴とするプラットフォーマーゲームを指すことが最も多い。最初からすべての場所に入れるわけではなく、武器や鍵などのアイテムを入手したり、新たなキャラクターの能力を得て、行く手を阻む障害物を取り除く必要がある場合が多い。このアイテムはボスキャラクターが守っていることが多く、ゲーム中にストーリー性のあるチャレンジが用意されている。マップは直線的ではなく、ゲーム中に何度も縦断しなければならないことが多い。弱いモンスターはレベルの別の場所に生息しており、プレイヤーがその部屋に戻ったときに再登場し、倒すことで体力や弾薬、経験値を得ることができる。
大規模なゲームでは通常、セーブポイントが設置されていたり、マップ上の離れた場所にある特定の部屋の間を素早く移動できる機能があったりして、ゲームの後半で面倒な引き返しをしなくても済むようになっている。また、新たな能力を手に入れることで、移動時間を短縮する近道ができたり、キャラクターの能力を向上させるための秘密を発見したりすることができる。例えば、2段ジャンプや壁ジャンプの能力を手に入れれば機動力が増し、小さな物体に変身する能力を手に入れれば狭い通路をすり抜けられるようになる。このように、広いワールドマップを探索し、時間をかけてプレイヤーキャラクターの能力を高めていくことに重点を置いたジャンルである。そのため、メトロイドヴァニアは「プラットフォームアドベンチャーゲーム」と呼ばれることもある。
メトロイドヴァニアは、ゲームのレベルやマップが2次元の横スクロールになっていて、プレイヤーキャラクターがレベル内を左右上下に移動するものが一般的である。これらのゲームは通常、2次元グラフィックスを使用してレンダリングされるが、前述の『Shadow Complex』や『メトロイド ドレッド』のように、3Dグラフィックスエンジンを使用するがプレイヤーの動きを2次元に限定した2.5Dレンダリングのゲームも含まれる。メトロイドヴァニアの探索とキャラクター育成のコンセプトは、他のジャンルにも応用できるが、これらのゲームは通常メトロイドヴァニアには分類されない。例えば、『メトロイドプライム』3部作は、『メトロイド』と同じスタイルの探索プレイをベースにした一人称視点のアドベンチャーである。『DARK SOULS』は三人称視点のアクションロールプレイングゲームであるが、メトロイドヴァニアとは異なり、「soft lock」と呼ばれる障害物が登場する。soft lockとは、プレイヤーキャラクターがゲームを始めたばかりの頃は、倒すのが難しいが不可能ではなく、経験や能力が上がるにつれて倒すのが容易になる、ボスキャラクターの形をした障害物のことである。また、三人称視点のアクションゲーム『バットマン：アーカム』シリーズでも、バットマンが新しいガジェットを集めて新しいエリアにアクセスするという、メトロイドヴァニアと同様のコンセプトが用いられている。2017年に発売された『Prey』は、一人称視点の没入型シムとして開発されたが、メトロイドヴァニアのレベルデザインのコンセプトを用いて、プレイヤーが追加の道具や能力を得ながら環境を何度も踏破することを求めている。
五十嵐は、自身がこのジャンルで重要な要素だと信じていることを説明した。具体的には、「探索性を重視しつつも、ゲームの大筋に沿ったマップをデザインすること」、「プレイヤーがゲーム内のどの位置にいるのかを常に把握できるようにすること」などである。こういったことは、ゲームの世界全体のグラフィックテーマ、ゲームの重要なポイントとなる視覚上特徴的なマイルストーン、全体的なマップとプレイヤーのステータス情報画面、マップ内を素早く移動する手段によって実現できる。PolygonのRuss Frushtickは、最近のメトロイドヴァニアの多くが、これらの特質を備えているだけでなく、必ずしもカットシーンや会話に頼ることなく、世界の環境を通じて物語を語る手段を見つけていることを観察した。
2007年にParish、Sharkley、WiredのChris Kohlerの3人が1UP.comで行ったビデオディスカッションでは、『ドラキュラII 呪いの封印』（1987年）、『ドラゴンスレイヤーIV ドラスレファミリー』（1987年）、『高橋名人の冒険島IV』（1994年）など、メトロイドヴァニアに関連する要素を持ちながら、真のメトロイドヴァニアとは言えない古いゲームについて議論した。このようなゲームは、2Dプラットフォームのゲーム性やパワーアップに基づく進行システムを備えているものの、当時のゲーム業界ではまだ洗練されていなかったレベルデザインが不十分であり、『呪いの封印』の暗号のようなヒントに代表されるように、次にどこに行けばいいのかをプレイヤーに伝える情報がほとんどないことが原因であるとしている。また、ゲームが2Dから3Dに移行したことで、3Dゲームではメトロイドヴァニアの一面が見えなくなり、メトロイドヴァニアの本来の意味が薄れてしまったという点でも、3人の意見は一致していた。

## 分析
メトロイドヴァニアというジャンルの人気は、プラットフォーマーゲームの学習が容易であることと、プレイヤーにゲーム中に成長できるキャラクターを与えられることが関係していると言われている。独立系メトロイドヴァニア作品の開発者の多くは、このジャンルの核となる要素として、探索がプレイヤーを惹きつけ、人間の自然な本能に働きかけ、ゲーム中に発見と自制の感覚をプレイヤーに与えることを挙げている。『Shadow Complex』を開発したChair EntertainmentのDonald Mustardは、「優れたメトロイドヴァニアはプレイヤーがゲームを進める上でのひらめきを得ることができる」と述べている。例えば、最初は高すぎて届かない棚があり、プレイヤーが能力を身につけることで、自力でその棚に到達する方法を発見することができるのだという。
開発者の立場から見ると、メトロイドヴァニアというジャンルにはメリットがある。このジャンルは、レベルデザインとゲームのストーリーが密接に結びついており、プレイヤーが没入できる世界を作る機会を与えてくれる。このようなゲームのレベルデザインは、ゲームのプレイヤーへの挑戦が公平で楽しいものであるかどうかを確認するための挑戦でもあり、この目標を達成することは、開発者にとっての成功の証とも言える。『オリとくらやみの森』を開発したMoon StudiosのThomas Mahlerは、メトロイドヴァニアでは「プレイヤーがレベルを記憶することがコアデザインの一部」であるため、記憶に残る設定でまとまった世界をデザインすることが重要だと述べている。このジャンルの大規模な開発では、プレイヤーの能力を1つ変えるだけで、すべてのレベルを通してより厳密にテストする必要がある。『Ori and the Will of the Wisps』のエグゼクティブプロデューサーであるダニエル・スミスは、「メトロイドヴァニアのゲームを作ることがどれほど難しいか、一般には考えられていないと思います。すべてが相互につながっていて、ゲームの一面を変えれば、他の面にも影響を及ぼすのは必然なのです」と述べている。